# 部屋とYシャツと私
「部屋とYシャツと私」（へやとワイシャツとわたし）は、平松愛理の8枚目のシングル、また同曲を原案とした映画。

## 解説
表題曲は、3枚目のアルバム『MY DEAR』からのシングルカット。4分の3拍子の曲。第34回日本レコード大賞・作詞賞を受賞した。歌詞の内容から、さだまさしのヒット曲「関白宣言」になぞらえ「女性版関白宣言」ともいわれる。2004年4月21日には、25枚目のシングル『YOU ARE MINE/部屋とYシャツと私2004』でセルフカバーし、2019年8月28日には同メロディーで本曲の続編的歌詞（アンサーソング）となる『部屋とYシャツと私 〜あれから〜』がリリースされた。
平松の親友が結婚することになり、結婚式で1曲歌ってほしいという依頼をきっかけに新しい楽曲を1曲作ることとなり誕生したのが表題曲である。制作当時平松は結婚しておらず、2か月以上リサーチをした上で楽曲制作を行っている。実の母親に結婚して困ったことを訊いており、父親が泥酔し結婚していることを忘れて実家に帰ってしまったエピソードや、当時のディレクターの嘘をつくと瞬きが多くなるといった話から歌詞が生まれている。最初はちあきなおみの「四つのお願い」を参考にしたことも語られている。また、親友の結婚以前から担当ディレクターに女性版の「関白宣言」みたいなものを作ってほしいという話自体はあったという。実際に親友の結婚式でこの曲を披露した際、新婦側と新郎側では反応が極端に違ったという。
曲のタイトルに使われた"部屋"と"Yシャツ"と"私"の3つのワードは、結婚することで変わるものを意味している。住む場所が変わることから連想した"部屋"、多くの女性が男性が仕事で着る衣類を洗うようになることから"Yシャツ"、苗字が変わるということで"私"が使われた。
カップリング曲は、2枚目のアルバム『とっておきの20秒』からの別バージョンである。
100万枚以上を売り上げ、平松のシングルとしては自身最大の売上を記録した。アルバム『MY DEAR』発売直後は話題にならず、有線でのリクエストなどから徐々にヒットしていった。
2019年10月18日放送の『モノシリーのとっておき 最強チャレンジ映像祭2時間SP』内のZOZOTOWNのCM「ZOZO歌謡祭」にて、平松愛理が替え歌を披露した。なお、平松は実際にZOZOTOWNを普段から利用している。

## 収録曲
全作詞・作曲：平松愛理
1. 部屋とYシャツと私
（編曲：清水信之）
2. GIRL FRIEND -Orchestra Version-
（編曲：藤野浩一）
3. 部屋とYシャツと私（オリジナルカラオケ）
4. GIRL FRIEND -Orchestra Version-（オリジナルカラオケ）

## カバーした歌手
- TOKYO D.（中国語版） - 北京語版「是否你聽到我的心」、アルバム『Forever』に収録（1994年1月）
- ジュディ・リン（中国語版） - 北京語版「戀愛同意書」、アルバム『和照片談戀愛』に収録（1994年12月）
- CHiYO - カバーアルバム『名曲集』に収録（2006年8月23日）
- mihimaru GT - 3rdアルバム『mihimagic』に「部屋とYシャツと私 session with 大江千里」として収録（2006年9月13日）
- Cooley High Harmony - ミニアルバム『Voice from Kobe』に収録（2008年4月23日）
- 豊崎愛生 - 豊崎の所属する声優ユニットスフィアのイベント「ミュージックレインgirls 春のチョコまつり」内にて（2009年2月15日）
- 田中れいな（モーニング娘。） - ハロー!プロジェクトのカバーアルバム『チャンプル①〜ハッピーマリッジソングカバー集〜』に収録（2009年7月15日）
- ダウト - アルバム『登龍門』に収録（2009年7月22日）
- 森恵 - アルバム『COVERS Grace of The Guitar+』に収録（2016年3月16日）
- 山田姉妹 - アルバム『ふたつでひとつ 〜心を繋ぐ、歌を継ぐ』に収録（2018年3月7日）
- 星井美希（長谷川明子） - アルバム『THE IDOLM@STER MASTER ARTIST 4 07 星井美希』に収録（2021年2月10日）

など。

## 映画
1993年3月6日に公開。製作はセシール。上映時間は100分。同曲をモチーフにして、コーディネーターとして働く女性とその人間関係が織り成すラブストーリーが描かれている。

### キャスト
- 倉持美紀：有森也実
- 萩原啓介：杉本哲太
- 水田香織：洞口依子
- 橋本健一：工藤正貴
- 美紀の友人：喜多嶋舞（特別出演）

### スタッフ
- 監督：今井啓毅生
- 脚本：寺田敏雄
- 原案：平松愛理
- 主題歌：平松愛理「部屋とYシャツと私」
- 音楽：藤野浩一
- 撮影：今泉尚亮
- 録音：谷村彰治
- 照明：須永裕之
- 編集：鵜飼邦彦
- 助監督：佐藤隆之
- プロデューサー：田辺隆史、竹本克明、高橋千尋、坂上也寸志
- エグゼクティブプロデューサー：今井康次、中川完治
- ゼネラルプロデューサー：正岡道一
- 企画：博報堂
- 制作協力：東北新社
- 製作：セシール
- 配給：ポニーキャニオン